# Associazione Sportiva Del Duca Ascoli 1960-1961
Questa pagina raccoglie le informazioni riguardanti l'Associazione Sportiva Del Duca Ascoli nelle competizioni ufficiali della stagione 1960-1961.

## Rosa
| N. |                   | Ruolo | Calciatore        |
| -- | ----------------- | ----- | ----------------- |
|    | Italia (bandiera) | C     | Enrico Bonciani   |
|    | Italia (bandiera) | A     | Giovanni Brenna   |
|    | Italia (bandiera) | C     | Angelo Ceserani   |
|    | Italia (bandiera) | D     | Vittorino Chiossi |
|    | Italia (bandiera) | D     | Pasquale Di Marco |
|    | Italia (bandiera) | D     | Adriano Filesi    |
|    | Italia (bandiera) | A     | Ivan Firotto      |
|    | Italia (bandiera) | C     | Antonio Ghedini   |
|    | Italia (bandiera) |       | Gualandi          |
|    | Italia (bandiera) | D     | Carlo Mazzone     |
|    | Italia (bandiera) | D     | Antonio Montanari |
|    | Italia (bandiera) | D     | Franco Nepi       |
|    | Italia (bandiera) | D     | Domenico Oddi     |

| N. |                   | Ruolo | Calciatore         |
| -- | ----------------- | ----- | ------------------ |
|    | Italia (bandiera) | P     | Piero Persico      |
|    | Italia (bandiera) |       | Petrelli           |
|    | Italia (bandiera) | C     | Bruno Pierobon     |
|    | Italia (bandiera) | A     | Sergio Pison       |
|    | Italia (bandiera) |       | Raimondi           |
|    | Italia (bandiera) | C     | Agostino Silei     |
|    | Italia (bandiera) | C     | Antonio Santopadre |
|    | Italia (bandiera) | P     | Aldo Seghetti      |
|    | Italia (bandiera) | C     | Pasquale Spinelli  |
|    | Italia (bandiera) | C     | Sergio Tenente     |
|    | Italia (bandiera) | D     | Giuliano Torelli   |
|    | Italia (bandiera) | C     | Roberto Zanolini   |